# Камерон (Висконсин)
Камерон (енгл. Cameron) град је у америчкој савезној држави Висконсин.

## Демографија
По попису из 2010. године број становника је 1.783, што је 237 (15,3%) становника више него 2000. године.
| Група             | 2000.         | 2010.         |
| Белци             | 1.490 (96,4%) | 1.707 (95,7%) |
| Афроамериканци    | 0 (0,0%)      | 7 (0,4%)      |
| Азијати           | 3 (0,2%)      | 9 (0,5%)      |
| Хиспаноамериканци | 28 (1,8%)     | 35 (2,0%)     |
| Укупно            | 1.546         | 1.783         |